# شارل دوم
شارل دوم که با القاب شارل تاس یا شارل کچل (به فرانسوی: Charles le Chauve) شناخته می‌شود، (زادهٔ ۱۳ ژوئن۸۲۳ در فرانکفورت – درگذشتهٔ ۵ یا ۶ اکتبر ۸۷۷) از ۸۴۰ پادشاه فرانک باختری و از ۸۷۵ تا زمان مرگش امپراتور مقدس روم بود. او جوان‌ترین پسر لوئی پارسا از همسر دومش یودیت بود.

## زندگی و مرگ

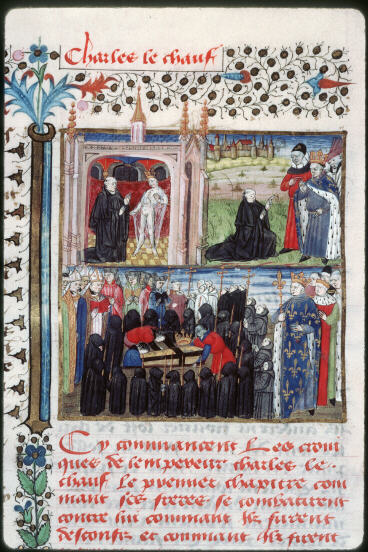
ظهور شارل تاس و دفن او در سن دنیس

از آنجا که او از برادرانش کوچک‌تر بود، پدرش چندی پس از اینکه فرمانروایی بخش‌هایی از کشور را به برادرانش داد به پسر جوانترش شارل فرمانروایی بر آلمانیا را سپرد. چندی پس از آن وی را فرمانروای سرزمینی میان موز و پیرنه نمود. سپس چندی هم گذرا وی فرمانروایی بر ایتالیا و پادشاهی آکیتن را آزمود تا سرانجام فرمانروایی سرزمین گل یا فرانسه کنونی را یافت. پدرش لوئی در انجمنی از بزرگان کشور در ۸۳۷ پیشنهاد داد تا پسرش شارل به جانشینی‌اش برسد.
لوئی پارسا در ۸۴۰ درگذشت و پسرانش بر سر مرده‌ریگ پدر با هم به نبرد پرداختند. شارل با برادرش لوئی ژرمن هم‌پیمان شد تا به جنگ با برادر دیگرشان لوتار یکم که اکنون امپراتور شده بود بپردازند. سرانجام در جنگ فونتمه در سال پس از مرگ پدرشان توانستند لوتار را شکست دهند. سرانجام با پذیرفتن پیمان وردون یک سال پس از آن در اوت ۸۴۳ دو سویه میدان دست از جنگ کشیدند. اینان سرزمینهای پدر را میان خود بخش کردند، فرانک باختری به شارل، فرانک خاوری به لوئی و فرانک میانی افزون بر فرنام امپراتور به لوتار رسید.
در ۸۷۵ هنگامی که پسر برادرش -لوتار-امپراتور لوئی دوم، پادشاه ایتالیا مُرد، شارل با پشتیبانی پاپ ژان هشتم به عنوان امپراتور مقدس روم دست یافت، ولی برادرش لوئی ژرمن که نامزد جانشینی لوئی دوم بود از سر خشم به جنگ با برادر پرداخت. در ۸۷۶ لوئی هم درگذشت و شارل به این اندیشه افتاد که به مرزهای برادرش دست یازد، ولی در آندرناخ شکست خورد. در این هنگام پاپ از سوی شرقیون تهدید می‌شد، از شارل یاری خواست. شال از آلپ گذشت تا خود را به ایتالیا برساند ولی گرفتار ناخرسندی در میان سپاهیانش شد، در این هنگام کارلمان باواریایی پسر لوئی ژرمن هم به شمال ایتالیا تاخت. شارل که بیمار و پریشان شده بود به سوی سرزمین گل راه بازگشت گرفت، ولی در گذر از مون‌سنی درگذشت.